# Готарек, Ондржей
Ондржей Гота́рек (чеш. Ondřej Hotárek; род. 25 января 1984 года в Брно, Чехословакия) — фигурист, выступающий в парном катании за Италию, а ранее представлявший в одиночном катании Чехию. Семикратный чемпион Италии в парах.
В одиночном катании он дважды завоёвывал бронзу чемпионатов Чехии. В парном катании с Лаурой Маджитерри — двукратный чемпион Италии, участник чемпионатов мира и Европы. В настоящее время партнёршей Ондржея является Валентина Маркеи; до неё выступал со Стефанией Бёртон, с которой он четырёхкратный чемпион страны и бронзовый призёр чемпионата Европы 2013.
По состоянию на 30 июня 2018 года пара занимает 8-е место в рейтинге Международного союза конькобежцев (ИСУ).

## Карьера

### В Чехии
Ондржей Готарек начал заниматься фигурным катанием в 1989 году в Сесто-Сан-Джованни, куда переехал вместе с родителями из Чехии. Как и все дети начинал с одиночного катания. На юниорском уровне, на международной арене представлял Чехию. Является двукратным бронзовым призёром Чешской Республики.
В 2004 году сменил дисциплину и перешёл в парное катание. Тренировался с Вероникой Гавличковой, но в международных соревнованиях они не участвовали.

### В Италии
В 2006 году встал в пару с итальянкой Лаурой Маджиттери и начал выступать за Италию. Эта пара дважды выигрывала чемпионат Италии, участвовала в чемпионатах мира и Европы. В январе 2009 года пара Готарек и Маджиттери распалась.
Новой партнёршей Ондржея стала бывшая итальянская одиночница Стефания Бертон. С ней он добился своих лучших результатов.
В сентябре 2010 года Ондржей получил итальянское гражданство.
В новый сезон осенью 2014 года пара прекратила своё существование, но к удивлению многих Ондржей встал в пару с одной из сильнейших одиночниц Италии Валентиной Маркеи. Дебютировали они в Польше на Кубке Варшавы, где заняли 3-е место. Через месяц они выступили на хорватском турнире Золотой конёк Загреба 2014, где заняли 2-е место. Затем они выиграли чемпионат Италии в парном катании. В начале 2015 года на чемпионате Европы итальянская пара оказалась лучшей в Европе не считая российские пары. На чемпионате мира в Шанхае они оказались лишь на 11-м месте.
Новый сезон 2015/2016 годов они начали в Милане, выиграв Кубок Ломбардии и улучшив свои спортивные достижения в короткой программе и сумме. В конце октября пара выступала на этапе серии Гран-при Skate Canada, где они снялись после короткой программы. На следующем этапе Гран-при в России пара выступила не столь удачно, но было улучшено достижение в сумме. На национальном чемпионате в декабре пара заняла второе место. На европейское первенство в Братиславу фигуристы попали не лидерами сборной, однако выступили значительно лучше лидеров и улучшили свои достижения не только в сумме, но и произвольной программе. В феврале в Вене на Мемориале Зайбта фигуристы финишировали первыми. В начале апреля в Бостоне на мировом чемпионате итальянская пара сумела пробиться в число участников произвольной программы, однако выступили фигуристы значительно неудачнее, чем в прошлом сезоне.
Новый предолимпийский сезон пара начала в Бергамо, как в прошлом сезоне с Трофея Ломбардии, где в они уступили своим товарищам по итальянской сборной первое место. В середине октября итальянские фигуристы выступали на этапе Гран-при в Чикаго, где на Кубке Америки заняли последнее место. В начале ноября итальянцы выступали на своём втором этапе Гран-при в Москве, где на Кубке Ростелекома они заняли место в середине турнирной таблицы, при этом они улучшили свои прежние достижения в короткой программе и сумме. В середине ноября на своём следующем старте на Кубке Варшавы фигуристы уверенно заняли первое место и вновь улучшили свои прежние достижения в сумме и короткой программе. На национальном чемпионате в декабре 2016 года в Энье пара во второй раз подряд упустила золотую медаль. В конце января итальянские фигуристы выступали на европейском чемпионате в Остраве, где финишировали шестыми, вновь улучшив свои достижения в произвольной программе и сумме. В конце марта на мировом чемпионате в Хельсинки фигуристы заняли девятое место, значительно улучшив все свои прежние достижения и завоевав две путёвки на Олимпийские игры для своей сборной.
В сентябре итальянская пара начала олимпийский сезон дома в Бергамо, где на Кубке Ломбардии они стали бронзовыми призёрами. Через месяц они выступали в серии Гран-при на российском этапе, где пара заняла 4-е место. Через две недели пара стартовала на китайском этапе в Пекине серии Гран-при, где они финишировали в середине турнирной таблицы. В середине ноября пара выступила в Варшаве на Кубке города, на котором они оказались первыми. В середине декабря в Милане спортсмены в очередной раз стали вторыми на чемпионате страны. Огромный успех к паре пришёл в Москве на континентальном чемпионате в середине января, где они сумели финишировать в числе пяти лучших пар Старого Света, лучшей парой с Апеннинского полуострова. Им удалось незначительно улучшить свои прежние достижения в короткой программе и сумме. В середине февраля в Южной Корее на командном турнире Олимпийских игр они заменили спортивную пару с Апеннин и выступали с произвольной программой. Им в Канныне удалось улучшить своё прежнее достижение в произволке и финишировали вторыми. Итальянская сборная в итоге финишировала рядом с пьедесталом. В середине февраля 2018 года начались соревнования и в индивидуальном турнире, пара финишировала в середине первой десятки. Спортсмены улучшили все свои прежние спортивные достижения.

## Личная жизнь
Летом 2015 года женился на давней подруге, итальянской фигуристке Анне Каппеллини. 2 июля 2021 года у пары родилась дочь Диана.

## Программы

### (с В. Маркеи)
| Сезон   | Короткая программа                                  | Произвольная программа | Показательные         |
| ------- | --------------------------------------------------- | --- | --------------------- |
| 2016—17 | Seven Nation Army The White Stripes                 | Skyfall (James Bond soundtrack) Adele Mission Impossible — Rogue Nation                                                                       |                       |
| 2015—16 | Morir d’amor Marianna Cataldi                       | Саундтрек к к/ф «The Way We Were» Марвин Хэмлиш Саундтрек к к/ф «Лихорадка субботнего вечера» Barry Gibb, Maurice Gibb, Robin Gibb, Дэвид Шир |                       |
| 2014—15 | Malagueña Эрнесто Лекуона хореография Массимо Скали | Саундтрек к фильму «Дорога» Нино Рота хореография Коррадо Джордани, Франка Бьянкони                                                           | All of Me John Legend |

### (со С. Бертон)
| Сезон     | Короткая программа                                                                                  | Произвольная программа                                                                              | Показательные выступления                        |
| --------- | --------------------------------------------------------------------------------------------------- | --------------------------------------------------------------------------------------------------- | ------------------------------------------------ |
| 2013—2014 | Саундтрек к фильму «Маска»                                                                          | Саундтрек к фильму «Дракула» Филип Гласс                                                            | Nessun Dorma Лучано Паваротти                    |
| 2012—2013 | Paint It Black The Rolling Stones                                                                   | Poeta en el viento Висенте Амиго                                                                    | Основная тема фильма «Грязные танцы»             |
| 2011—2012 | Harlem Nocturne Эрл Хаген, Дик Роджерс Demasiado Corazon Вилли Девиль хореограф Паскуале Камерленго | Adagio in G minor for Organ and Strings Ремо Джадзотто, Томазо Альбинони хореограф Анжелика Крылова | Caruso Лучо Далла, Лучано Паваротти              |
| 2010—2011 | Invierno Porteno Астор Пьяццолла                                                                    | Саундтрек к фильму «Ромео и Джульетта» Нино Рота                                                    | Unchained Melody The Righteous Brothers          |
| 2009—2010 | Caos Calmo Buonvino                                                                                 | Notre Dame de Paris Рикардо Коччианте                                                               | Саундтрек к фильму «Ромео и Джульетта» Нино Рота |

### Как одиночник
| Сезон     | Короткая программа                                 | Произвольная программа                   |
| --------- | -------------------------------------------------- | ---------------------------------------- |
| 2001—2002 | Саундтрек к фильму «Розовая пантера» Генри Манчини | Саундтрек к фильму "Dolce Vita Нино Рота |

## Спортивные достижения

### Результаты в парном катании

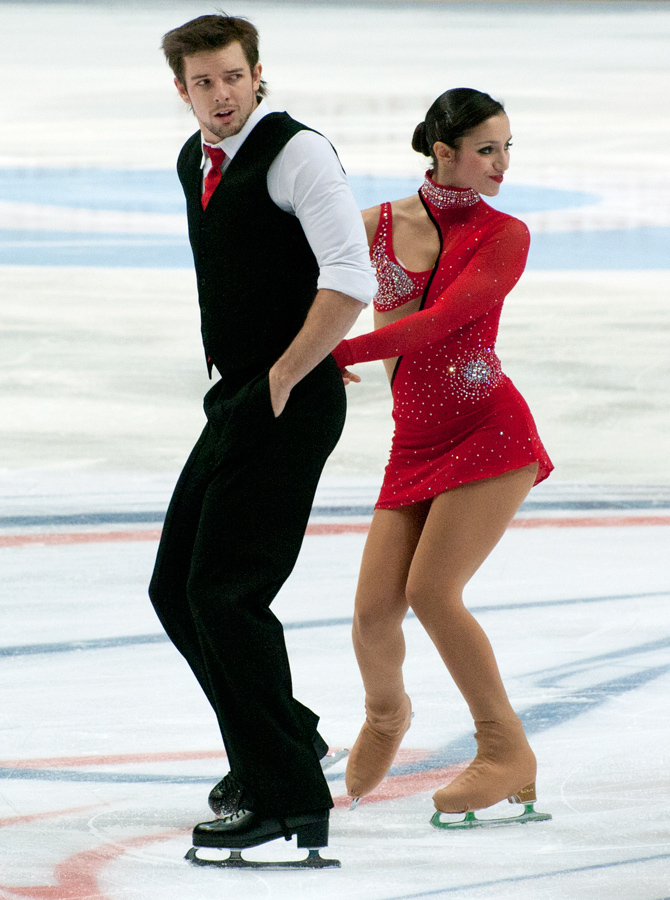
С. Бертон и О. Готарек в 2011 году

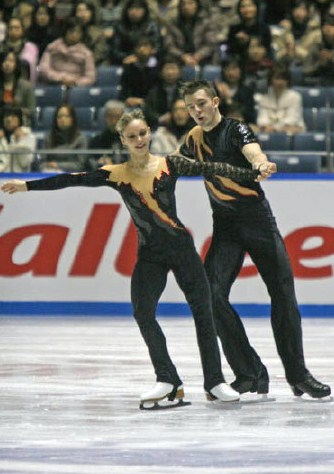
Готарек с Лаурой Маджиттери в 2008 году

(с В. Маркеи)
| Соревнования/Сезон                      | 2014—2015 | 2015—2016 | 2016—2017 | 2017—2018 |
| --------------------------------------- | --------- | --------- | --------- | --------- |
| Олимпийские игры Личные соревнования    |           |           |           | 6         |
| Олимпийские игры Командные соревнования |           |           |           | 4         |
| Чемпионаты мира                         | 11        | 14        | 9         | 10        |
| Чемпионаты Европы                       | 4         | 5         | 6         | 5         |
| Этапы Гран-при: Skate Canada            |           | WD        |           |           |
| Гран-при: Кубок Ростелекома             |           | 6         | 4         | 4         |
| Этапы Гран-при: Skate America           |           |           | 8         |           |
| Этапы Гран-при: Кубок Китая-Audi        |           |           |           | 5         |
| Чемпионаты Италии                       | 1         | 2         | 2         | 2         |
| Золотой конёк Загреба                   | 2         |           |           |           |
| Кубок Варшавы                           | 3         | WD        | 1         | 1         |
| Кубок Ломбардии                         |           | 1         | 2         | 3         |
| Мемориал Зайбта                         |           | 1         |           |           |

(со С. Бертон)
| Соревнования                         | 2009—2010 | 2010—2011 | 2011—2012 | 2012—2013 | 2013—2014 |
| ------------------------------------ | --------- | --------- | --------- | --------- | --------- |
| Зимние Олимпийские игры              |           |           |           |           | 11        |
| Чемпионаты мира                      | 11        | 10        | 11        | 10        | 9         |
| Чемпионаты Европы                    |           | 5         | 4         | 3         | 4         |
| Чемпионаты Италии                    | 2         | 1         | 1         | 1         | 1         |
| Этапы Гран-при: Skate America        |           |           |           |           | 5         |
| Этапы Гран-при: Cup of Russia        |           | 6         | 3         |           |           |
| Этапы Гран-при: NHK Trophy           |           |           | 4         |           |           |
| Этапы Гран-при: Skate Canada         |           |           |           | 3         | 1         |
| Этапы Гран-при: Trophée Eric Bompard |           |           |           | 3         |           |
| Международный кубок Ниццы            |           |           | 1         |           |           |
| Мемориал Ондрея Непелы               |           |           | 2         | 2         |           |
| Ice Challenge                        | 3         |           |           |           |           |
| Nebelhorn Trophy                     |           | 2         |           |           |           |
| NRW Trophy                           | 2         | 1         |           | 2         |           |
| Lombardia Trophy                     |           |           |           |           | 1         |

(с Л.Маджиттери)
| Соревнования             | 2006—2007 | 2007—2008 | 2008—2009 |
| ------------------------ | --------- | --------- | --------- |
| Чемпионаты мира          | 16        | 13        |           |
| Чемпионаты Европы        | 9         | 11        |           |
| Чемпионаты Италии        | 1         | 1         | 3         |
| NHK Trophy               |           |           | 6         |
| Cup of Russia            |           | 8         |           |
| Skate America            |           | 6         |           |
| Nebelhorn Trophy         |           | WD        | 9         |
| Coupe International Nice | 3         |           |           |

- WD = снялись с соревнований

### Результаты в одиночном катании
| Соревнования                       | 1998—1999 | 1999—2000 | 2000—2001 | 2001—2002 | 2002—2003 | 2003—2004 |
| ---------------------------------- | --------- | --------- | --------- | --------- | --------- | --------- |
| Чемпионаты Чехии                   |           |           |           | 4         | 3         | 3         |
| Чемпионаты Чехии среди юниоров     | 4         | 3         | 3         | 3         | 2         |           |
| Мемориал Ондрея Непелы             |           |           |           |           | 6         |           |
| European Youth Olympic Days        |           |           |           |           | 7J.       |           |
| Этапы юниорского Гран-при, Белград |           |           |           |           | 13        |           |
| Этапы юниорского Гран-при, Италия  |           |           |           | 15        |           |           |
| Этапы юниорского Гран-при, Чехия   |           |           |           | 12        |           |           |
| Grand Prize SNP                    |           |           | 3J.       | 5         |           |           |

- J = юниорский уровень